# Генеалогія королів Португалії
«Генеало́гія королі́в Португа́лії» (порт. Genealogia dos Reis de Portugal) — ілюстрований незавершений рукопис, присвячений родоводу португальських королів. Один із найкращих зразків європейської мініатюри першої половини XVI століття. Створений у 1530—1534 роках на замовлення португальського інфанта Фернанду (1507—1534). За задумом упорядників мусив стати генеалогічною книгою правлячого дому Португалії, охоплюючи період від Ноя до короля Мануела I, батька інфанта Фернанду. Питанням виходу книги займався португальський дипломат Даміан де Гойш (1501—1573), який витратив на неї велику суму грошей. З рукопису збереглося 13 пергаментних аркушів (580 x 430 мм) із багатими різнокольоровими мініатюрами. Підписи зроблені готичним шрифтом португальською мовою. Автори мініатюр — фламандські художники Антоніо Голландець з Лісабона (1490—?) та Симон Бенінг з Брюгге (1485—1561); перший розмальовував аркуші 1, 3, 6, 7, 8, 9, 9* і 11, другий – аркуші 2, 4, 5 і 5*, 10. Деякі аркуші незавершені, мають пустки. Генеалогічні таблиці побудовані у вигляді дерев із портретами та гербами осіб. Окрім родоводу португальських королів у рукописі представлені генеалогічні дерева монархів Астурії, Кастилії, Леону, Арагону, Англії; мініатюри на полях зображають важливі події світової та португальської історії — битви, коронації, чудеса тощо. Зберігається в Британській бібліотеці, у відділі західних рукописів, під назвою: Leaves from the Genealogy of the Royal Houses of Spain and Portugal (скорочено — the Portuguese Genealogy); код доступу: Add MS 12531. Цифрова копія доступна у відкритому доступі в інтернеті. До Великої Британії рукопис потрапив 1842 року, коли Ньютон Скотт придбав його аркуші (1-11) в Лісабоні й перепродав Британському музею. Решту аркушів було придбано у барона Ортеги в Мадриді 1868 року.

## Зміст
- f. 1: пустий аркуш для передмови та мініатюри на полях;
- f. 2: пустка для генеалогічного дерева Магога та мініатюри 11 гігантів
- f. 3: генеалогічне дерево королів Леону та Кастилії
- f. 4, 5, 5*: генеалогічне дерево королів Арагону.
- f. 6: генеалогічне дерево португальського графа Генріха Бургундського, якого виводять від угорського короля Стефана Великого.
- f. 7, 8: генеалогічне дерево королів Португалії від Афонсу І до Афонсу ІІ.
- f. 9, 9*: генеалогічне дерево королів Португалії від Саншу ІІ до Афонсу ІІІ.
- f. 10: генеалогічне дерево ланкастерського герцога Джона Гонта.
- f. 11: генеалогічне дерево королів Англії та Кастилії

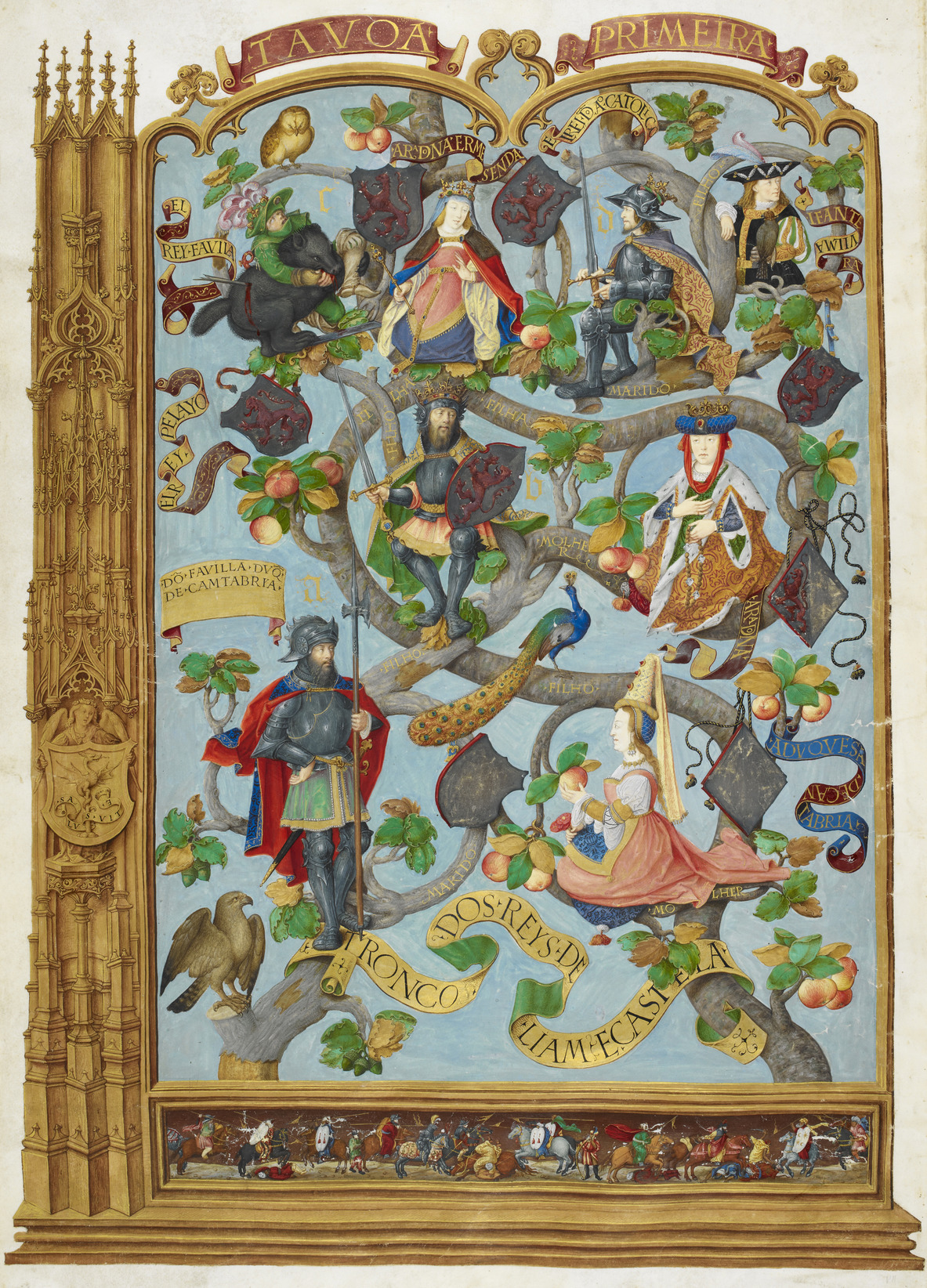
f.3
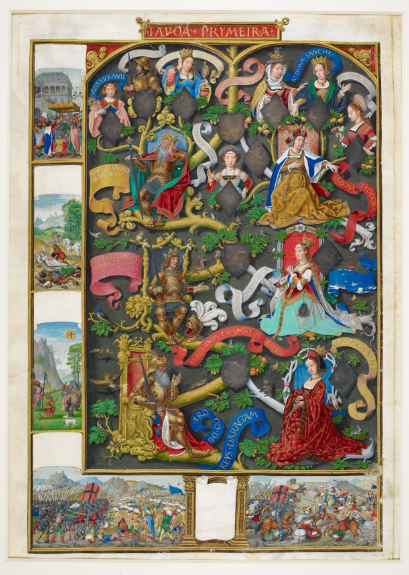
f.4
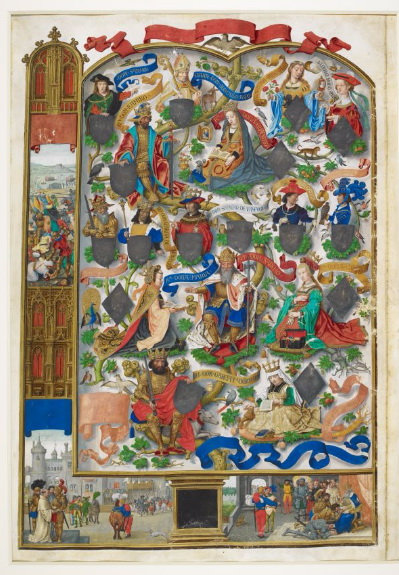
f.5
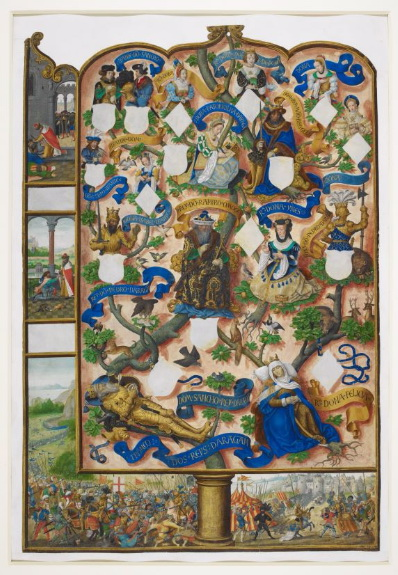
f.5*
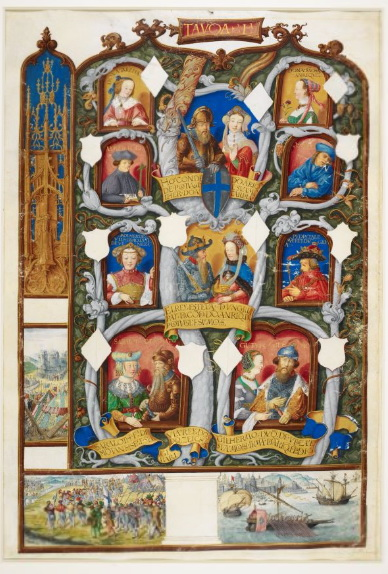
f.6
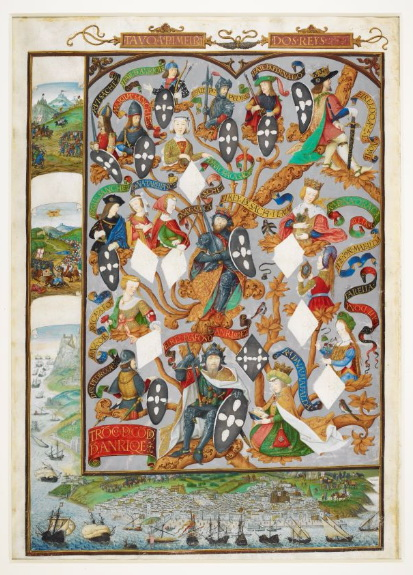
f.7
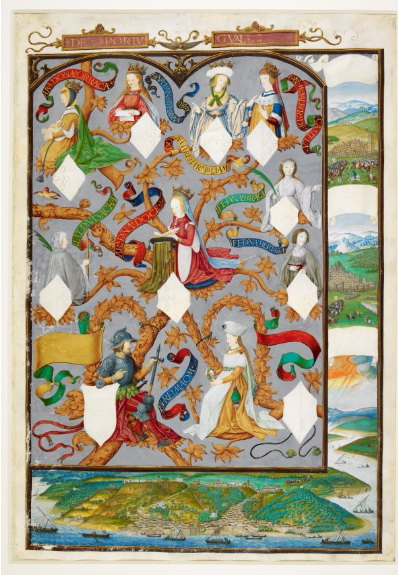
f.8
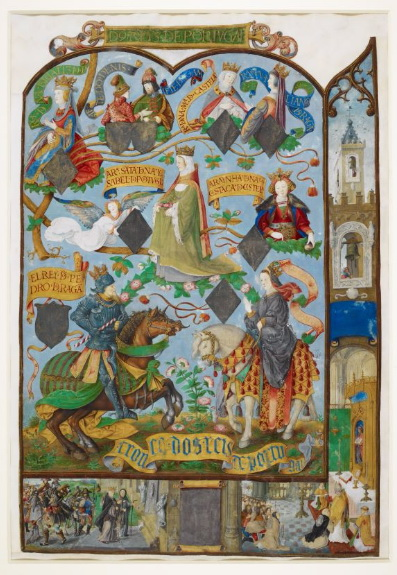
f.9*
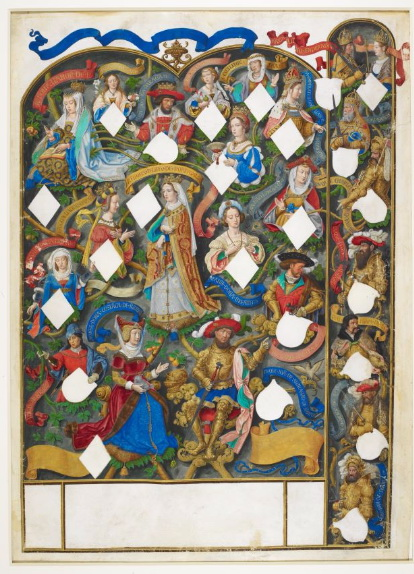
f.10

### Королі Португалії

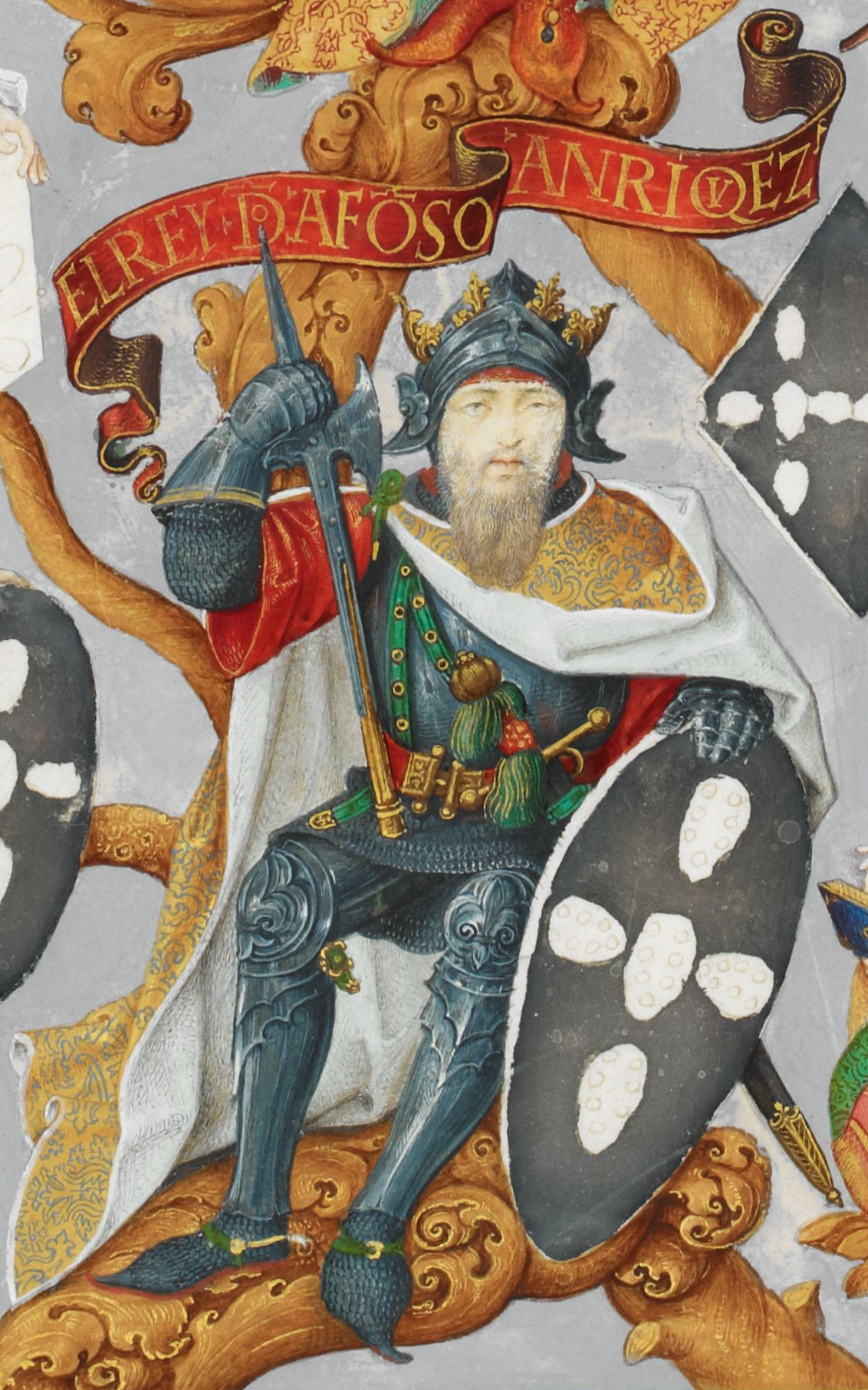
Афонсу І
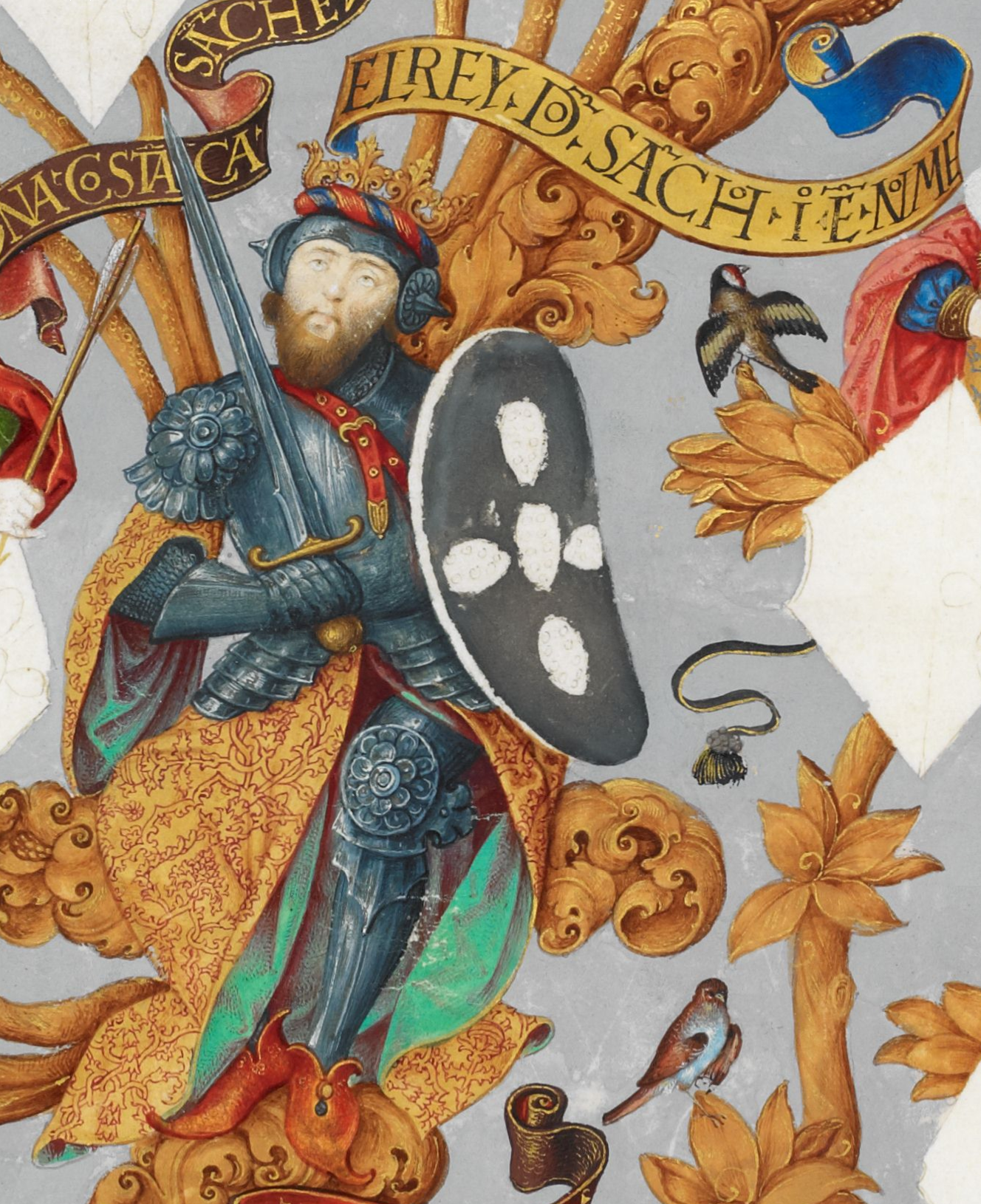
Саншу І
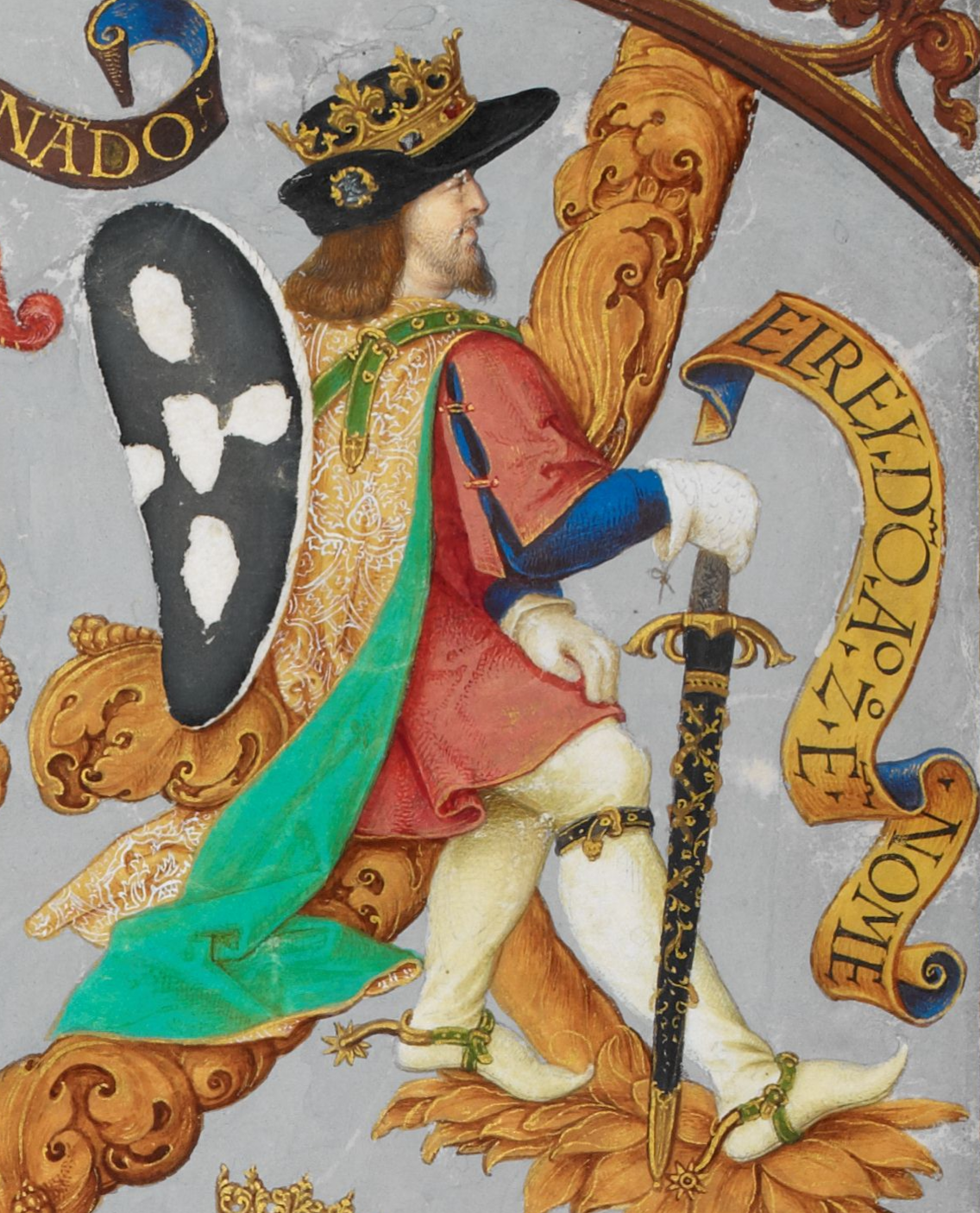
Афонсу ІІ
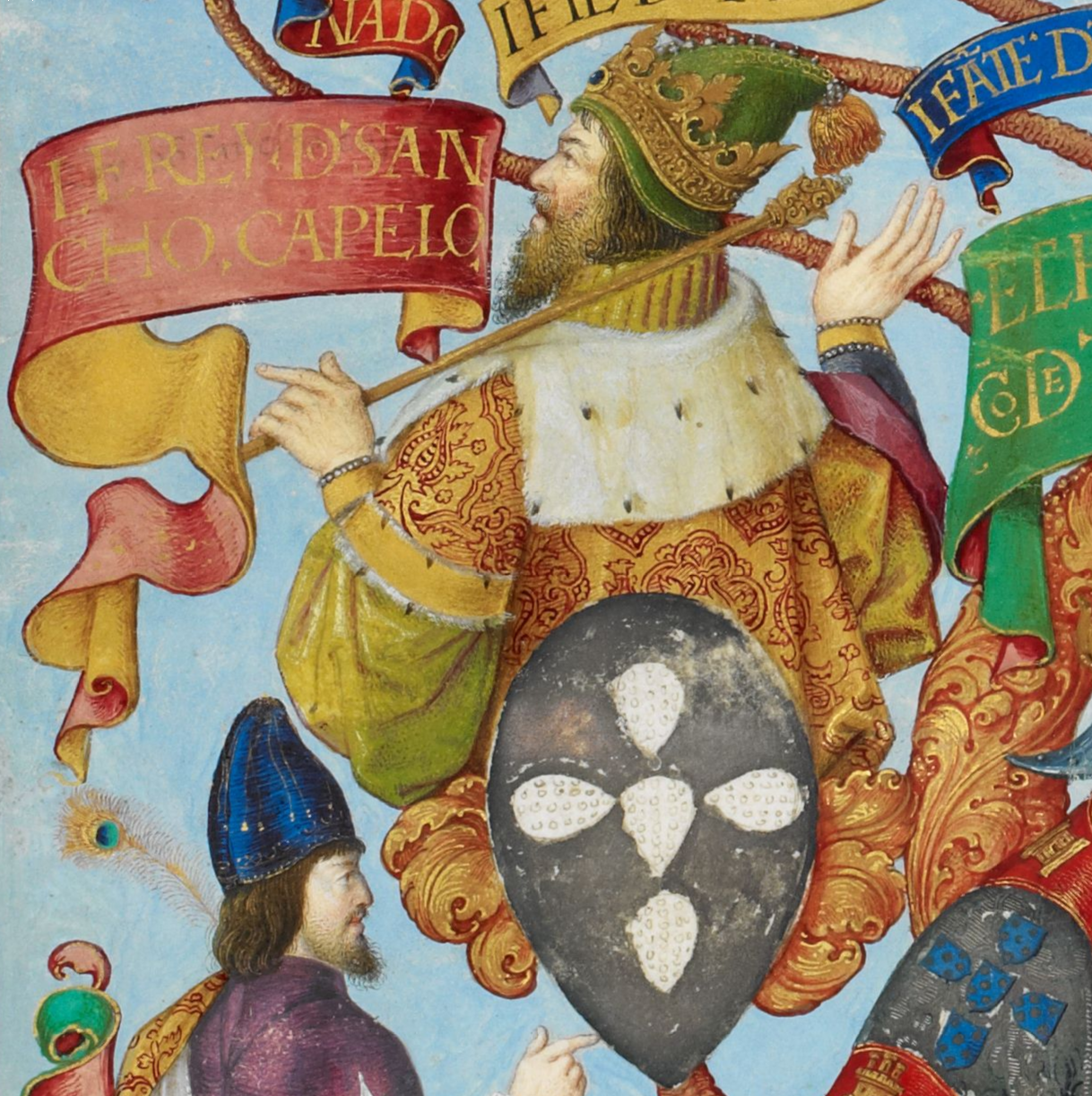
Саншу ІІ
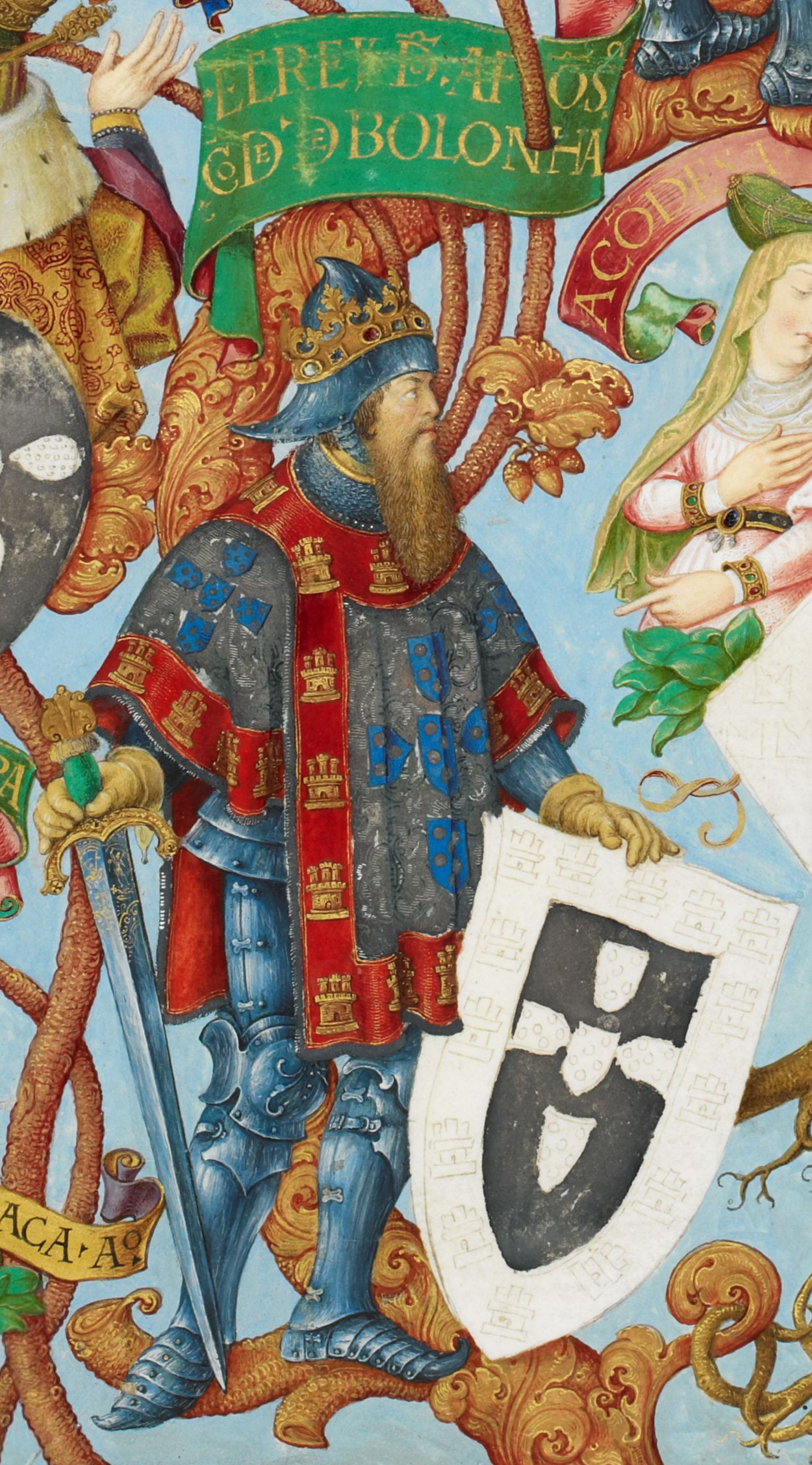
Афонсу ІІІ